# Sergej Korsakov (filozof)
Sergej Nikolajevič Korsakov (rusky Сергей Николаевич Корсаков; * 10. ledna 1973 Tver, sovětský) je ruský filozof.

## Životopis
V roce 1994 absolvoval filozofickou fakultu Moskevské státní univerzity. Následovala aspirantura tamtéž. V roce 1997 obhájil kandidátskou disertaci a v roce 2012 dosáhl vědecké hodnosti doktora věd. Od roku 2006 působí ve Filozofickém ústavu Ruské akademie věd v Moskvě. Jeho hlavní badatelský zájem se soustřeďuje na filozofickou antropologii a dějiny sovětské filozofie.